# Sommarlov, solen lyser skönt
Sommarlov, solen lyser skönt är en barnvisa som förekommer på skolavslutningen i Sverige, och är skriven av Eva Andersson och Maria Blom när de utbildade sig till förskollärare vid Lärarhögskolan i Mölndal, och sången ingick i en uppgift som de redovisade under utbildningen. Visan publicerades 1987 i Låtar som tänder, och handlar om sommarlovet, finns med i Barnens svenska sångbok, sammanställd av Anders Palm och Johan Stenström.

## Publicerad i
- Barnens svenska sångbok, 1999, under rubriken "Året runt".